# Нейман-Шпалларт, Франц Ксавьер фон
Франц Ксавьер фон Нейман-Шпалларт (1837—1888) — австрийский экономист и статистик.
Был профессором венского университета, один из учредителей международного статистического института. Член-корреспондент c 13.12.1886 по историко-филологическому отделению (разряд историко-политических наук).
Большой известностью пользовались «Обозрения» (Uebersichten) по всемирной торговле и производству, которые он периодически издавал с 1870 г. (продолжал их профессор Юрашек).
Главные его труды:
- «Der landwirthschaftliche Credit in Oesterreich» (B., 1864),
- «Die Kunst in d. Wirthschaft» (B., 1873),
- «Volkswirthschaftslehre mit besonderer Anwendung auf Heerwesen u. Militärvervaltung» (B., 1873) и др.